# Morgan Rogers
Morgan Elliot Rogers (sinh ngày 26 tháng 7 năm 2002) là một cầu thủ bóng đá chuyên nghiệp người Anh hiện đang thi đấu ở vị trí tiền đạo cho câu lạc bộ Aston Villa F.C. tại Premier League và Đội tuyển bóng đá quốc gia Anh.

## Sự nghiệp câu lạc bộ

### West Bromwich Albion
Rogers khởi đầu sự nghiệp tại West Bromwich Albion khi mới 9 tuổi. Anh ra mắt chuyên nghiệp cho West Brom vào ngày 6 tháng 2 năm 2019 khi vào sân thay người ở phút thứ 82 cho Wes Hoolahan trong trận đấu với Brighton & Hove Albion tại FA Cup.

### Manchester City
Rogers ký hợp đồng với Manchester City vào ngày 1 tháng 8 năm 2019 sau khi thi đấu với West Bromwich Albion ở bán kết FA Youth Cup với trị giá khoảng 4 triệu bảng Anh.

### Middlesbrough
Vào ngày 7 tháng 7 năm 2023, Rogers ký hợp đồng 4 năm với câu lạc bộ EFL Championship Middlesbrough với mức phí không được tiết lộ. Anh ghi bàn thắng đầu tiên cho câu lạc bộ vào ngày 29 tháng 7 khi ghi bàn gỡ hòa muộn để nâng tỷ số lên 2–2 trong trận giao hữu trước mùa giải với Auxerre. Anh ghi bàn thắng đầu tiên cho câu lạc bộ trong mùa giải 2023–24 vào ngày 29 tháng 8 trong chiến thắng 3–1 trước Bolton Wanderers tại Cúp EFL.
Rogers đã ghi năm bàn tại Cúp EFL trong thời gian gắn bó với Middlesbrough, giúp đội vào vòng bán kết và trở thành cầu thủ ghi nhiều bàn thắng nhất giải đấu mùa giải đó.

### Aston Villa
Vào ngày 1 tháng 2 năm 2024, Rogers đã ký hợp đồng với câu lạc bộ Premier League Aston Villa với mức phí được báo cáo là 8 triệu bảng Anh với khả năng được tăng lên 15 triệu bảng Anh với các chi phụ phí liên quan đến phong độ. Manchester City được hưởng 25% phí do điều khoản bán lại trong hợp đồng chuyển nhượng ban đầu được phân phối sang Middlesbrough. Vào ngày 3 tháng 2, Rogers có trận ra mắt Premier League với tư cách là cầu thủ dự bị vào phút cuối trong chiến thắng 5–0 trên sân khách trước Sheffield United.
Vào ngày 6 tháng 4 năm 2024, Rogers ghi bàn thắng đầu tiên cho Aston Villa trong trận hòa 3–3 trước Brentford.

## Sự nghiệp quốc tế
Rogers đại diện cho đội tuyển U-16 Anh tại Giải đấu Montaigu 2018. Vào tháng 9 năm 2018, Rogers đã ghi một hat-trick cho đội tuyển U-17 Anh trong một trận đấu với U-17 Bỉ. Tháng tiếp theo, anh ghi bàn vào lưới U-17 Hoa Kỳ và ghi bàn thắng cuối cùng trong chiến thắng 3–1 trước U-17 Brasil. Vào tháng 3 năm 2019, Rogers đã ghi hai bàn trong trận vòng loại gặp U-17 Thụy Sĩ. Vào tháng 4 năm 2019, Rogers được đưa vào đội hình Anh tham dự Giải vô địch U17 châu Âu 2019.
Rogers ra mắt đội tuyển U-18 Anh khi vào sân thay người ở phút thứ 64 trong chiến thắng 3–2 trước U-18 Úc vào ngày 6 tháng 9 năm 2019.
Vào ngày 6 tháng 9 năm 2021, Rogers ra mắt đội tuyển U-20 Anh trong chiến thắng 6–1 trước đội tuyển U-20 România tại Công viên St. George.
Vào ngày 22 tháng 3 năm 2024, Rogers ra mắt đội tuyển U-21 Anh trong chiến thắng 5–1 trước U-21 Azerbaijan tại Baku trong vòng loại Giải vô địch U-21 châu Âu 2025.
Vào ngày 11 tháng 11 năm 2024, Rogers được triệu tập lần đầu tiên vào đội tuyển Anh cho các trận đấu gặp Hy Lạp và Cộng hòa Ireland tại UEFA Nations League. Anh ra mắt đội tuyển vào ngày 14 tháng 11 với tư cách là cầu thủ thay người trong hiệp hai trong chiến thắng 3–0 trên sân khách trước Hy Lạp.

## Thống kê sự nghiệp

### Câu lạc bộ
Tính đến 30 tháng 12 năm 2024
| Câu lạc bộ                | Mùa giải            | Giải vô địch        | Giải vô địch | Giải vô địch | Cúp quốc gia | Cúp quốc gia | Cúp Liên đoàn | Cúp Liên đoàn | Châu lục | Châu lục | Khác | Khác | Tổng cộng | Tổng cộng |
| Câu lạc bộ                | Mùa giải            | Hạng đấu            | Trận         | Bàn          | Trận         | Bàn          | Trận          | Bàn           | Trận     | Bàn      | Trận | Bàn  | Trận      | Bàn       |
| ------------------------- | ------------------- | ------------------- | ------------ | ------------ | ------------ | ------------ | ------------- | ------------- | -------- | -------- | ---- | ---- | --------- | --------- |
| U-21 West Bromwich Albion | 2017–18             | —                   | —            | —            | —            | —            | —             | —             | —        | —        | 1    | 0    | 1         | 0         |
| West Bromwich Albion      | 2018–19             | Championship        | 0            | 0            | 1            | 0            | 0             | 0             | —        | —        | —    | —    | 1         | 0         |
| U-21 Manchester City      | 2019–20             | —                   | —            | —            | —            | —            | —             | —             | —        | —        | 4    | 1    | 4         | 1         |
| U-21 Manchester City      | 2020–21             | —                   | —            | —            | —            | —            | —             | —             | —        | —        | 1    | 0    | 1         | 0         |
| U-21 Manchester City      | Tổng cộng           | Tổng cộng           | 0            | 0            | 0            | 0            | 0             | 0             | 0        | 0        | 5    | 1    | 5         | 1         |
| Lincoln City (mượn)       | 2020–21             | League One          | 25           | 6            | —            | —            | —             | —             | —        | —        | 3    | 0    | 28        | 6         |
| Bournemouth (mượn)        | 2021–22             | Championship        | 14           | 1            | 1            | 0            | 1             | 0             | —        | —        | —    | —    | 16        | 1         |
| Blackpool (mượn)          | 2022–23             | Championship        | 20           | 1            | 2            | 0            | —             | —             | —        | —        | —    | —    | 22        | 1         |
| Middlesbrough             | 2023–24             | Championship        | 26           | 2            | 1            | 0            | 6             | 5             | —        | —        | —    | —    | 33        | 7         |
| Aston Villa               | 2023–24             | Premier League      | 11           | 3            | —            | —            | —             | —             | 5        | 0        | —    | —    | 16        | 3         |
| Aston Villa               | 2024–25             | Premier League      | 19           | 6            | 0            | 0            | 0             | 0             | 6        | 0        | —    | —    | 25        | 6         |
| Aston Villa               | Tổng cộng           | Tổng cộng           | 30           | 9            | 0            | 0            | 0             | 0             | 11       | 0        | 0    | 0    | 41        | 9         |
| Tổng cộng sự nghiệp       | Tổng cộng sự nghiệp | Tổng cộng sự nghiệp | 115          | 19           | 5            | 0            | 7             | 5             | 11       | 0        | 10   | 1    | 147       | 25        |

1. ↑  Bao gồm FA Cup
2. ↑  Bao gồm EFL Cup
3. 1 2 3  Ra sân tại EFL Trophy
4. ↑  Ra sân tại Play-off EFL League One
5. ↑  Ra sân tại UEFA Europa Conference League
6. ↑  Ra sân tại UEFA Champions League

### Quốc tế
Tính đến 17 tháng 11 năm 2024
| Đội tuyển quốc gia | Năm       | Trận | Bàn |
| ------------------ | --------- | ---- | --- |
| Anh                | 2024      | 2    | 0   |
| Tổng cộng          | Tổng cộng | 2    | 0   |

## Danh hiệu

### Câu lạc bộ
- FA Youth Cup: 2019–20

### Cá nhân
- Cầu thủ trẻ EFL League One xuất sắc nhất tháng: Tháng 3 năm 2021
- Vua phá lưới EFL Cup: 2023–24